# 巨加大桥
巨加大桥（：／ Geoga daegyo */?）是连接韩国釜山广域市和巨济岛的跨海大桥。大桥总长8.2公里，总投资14469亿韩元，经过6年施工于2010年12月13日竣工。大桥的开通将使原来从庆尚南道巨济市到釜山加德岛的距离从原来的140公里缩短到60公里，所需时间也从2小时缩短到50分钟左右。
巨加大桥工程分为海底沉管隧道路段和2座斜拉桥路段两部分。韩国在此工程中首次引进沉管隧道施工方式。釜山加德岛至大竹岛的海底隧道总长为3.7公里，居落成當時世界最長的沉管式海底隧道，港珠澳大橋落成後成為世界第二長沉管式海底隧道。其沉管隧道设置在水底约48米处，是世界第二深的沉管式海底隧道。
| |
| 巨加大桥全貌，图中左侧为一座三塔斜拉桥（西桥），中间陆地为猪岛（저도），右侧为一座双塔斜拉桥（东桥）。 |

## 图集

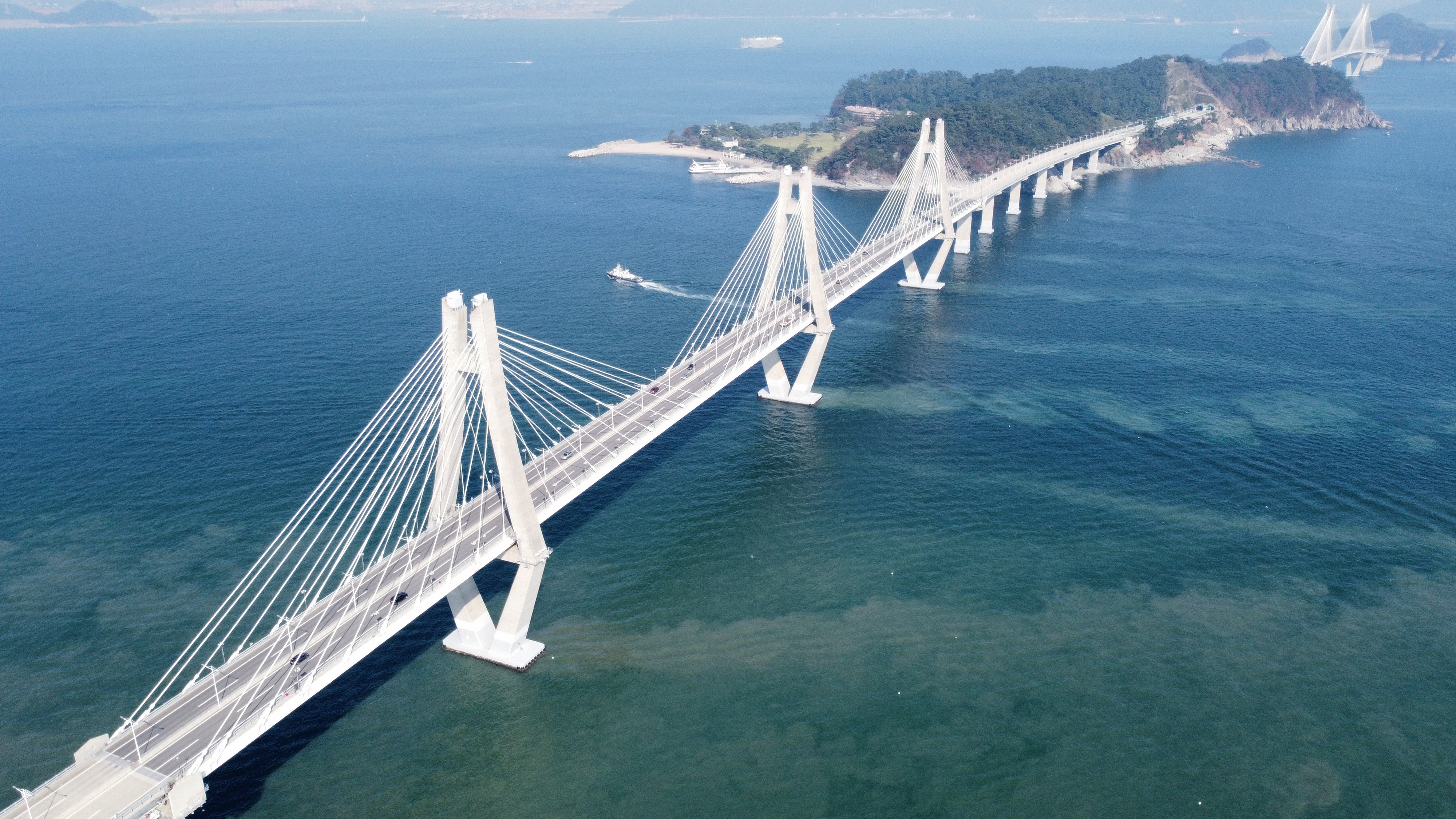
西桥
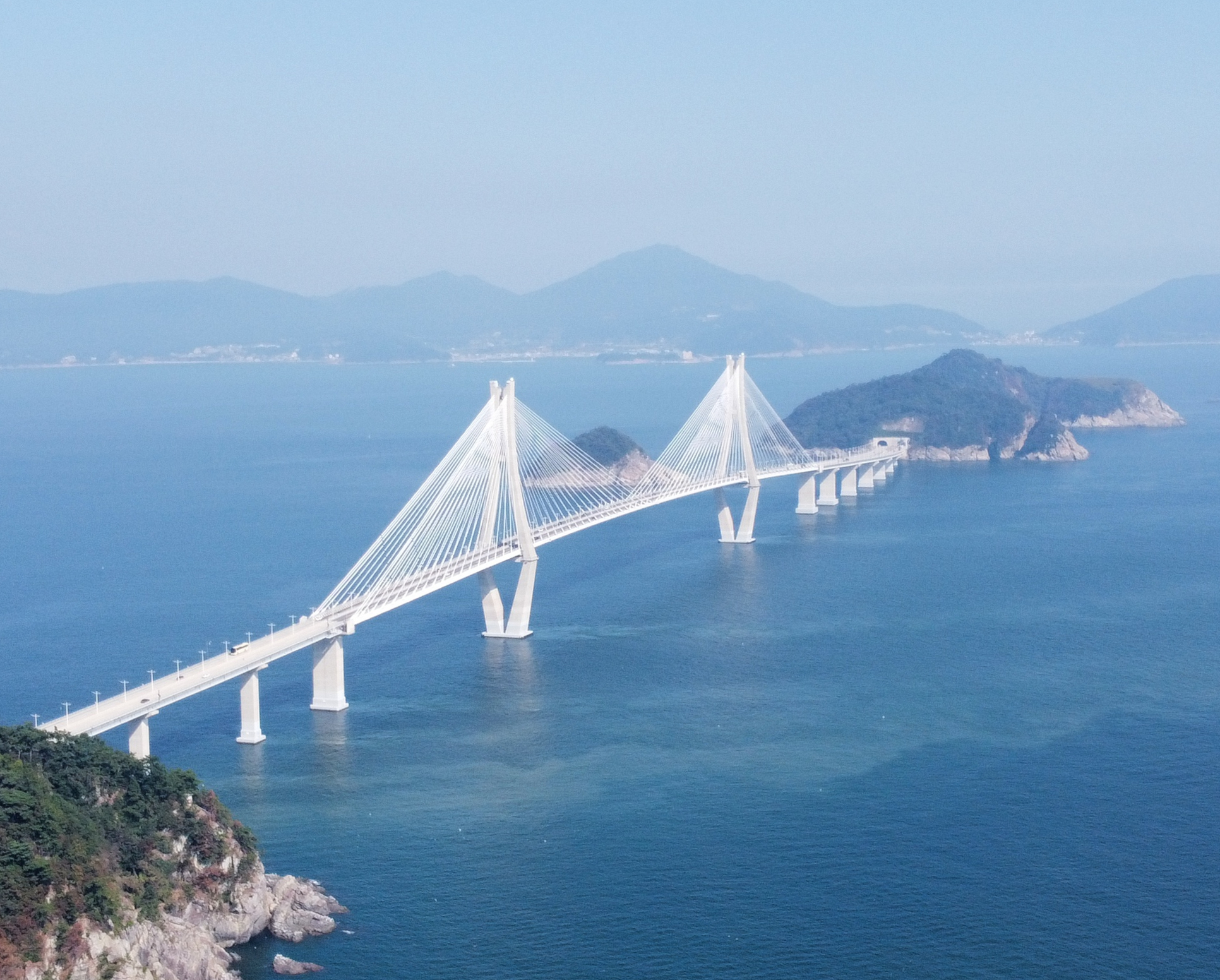
东桥
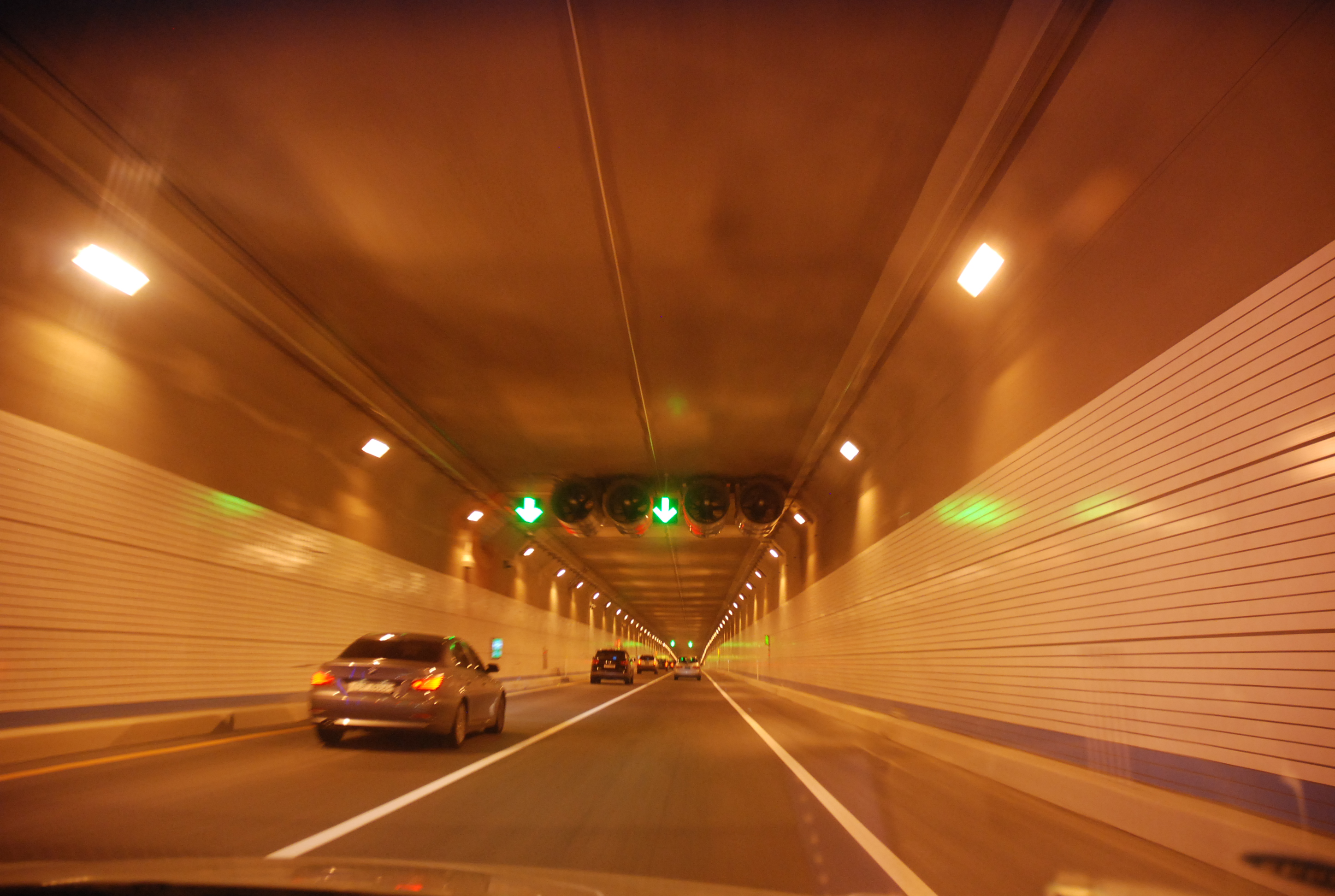
海底沉管隧道内部
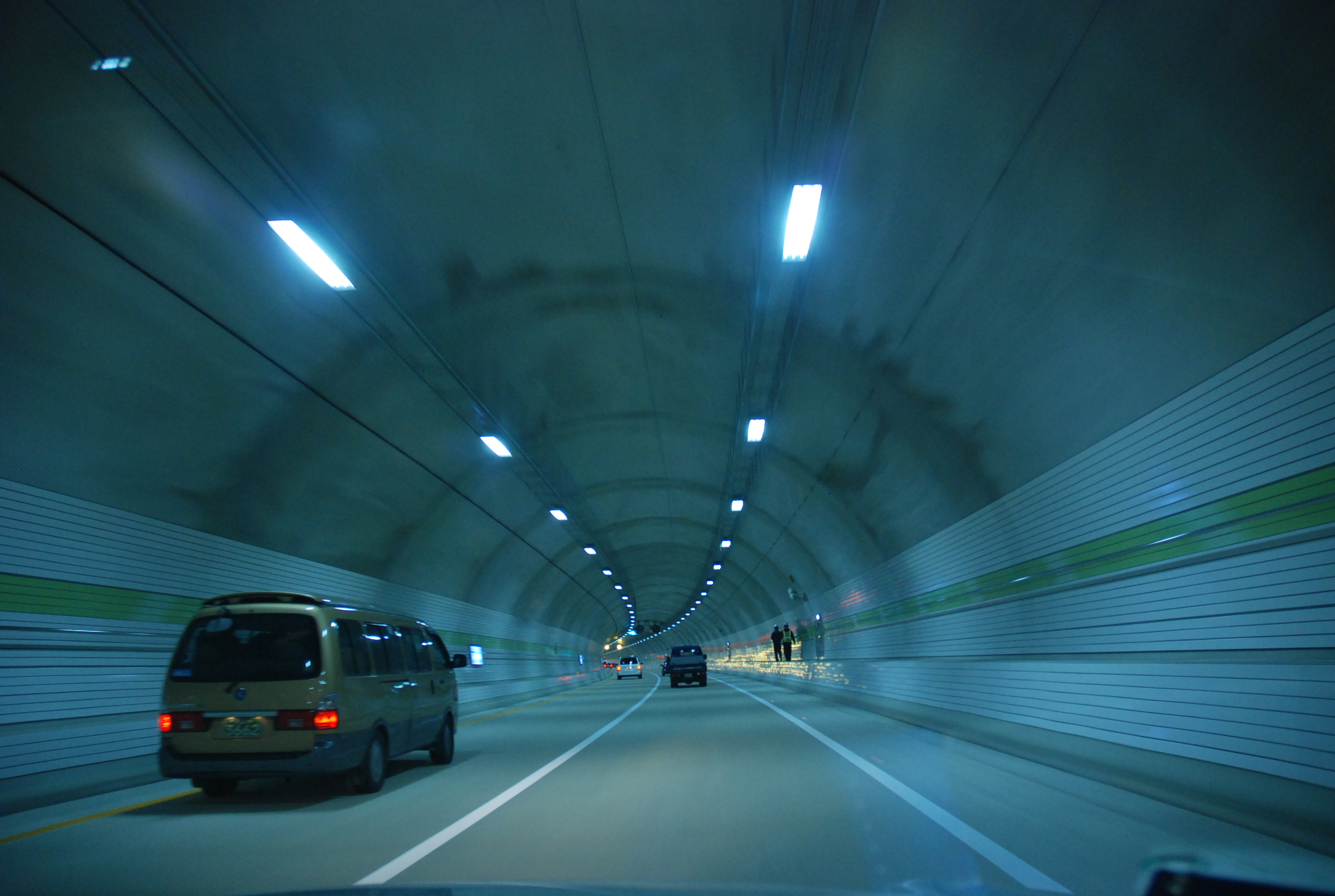
陆地隧道内部